# Свальбардская церковь
Свальбардская церковь (норв. Svalbard kirke) — лютеранская церковь, находящаяся в Лонгйире, Шпицберген, Норвегия. Название церкви происходит от норвежского наименования Шпицбергена (Свальбард). Свальбардская церковь входит в лютеранскую норвежскую епархию Нур-Холугаланна и является самым северным лютеранским храмом в мире.

## История

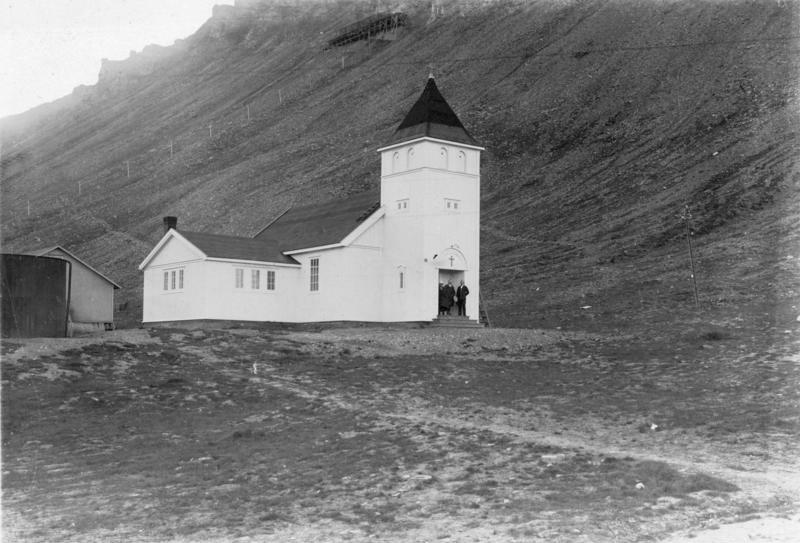
Старая церковь, Лонгйир, 1925 г.

Современная деревянная свальбардская церковь была построена в 1957 году. 24 августа 1958 года состоялось освящение храма, которое совершил епископ Альф Вииг. Ранее в Лонгйире находилась другая церковь, построенная в 1921 году. Эта церковь была разрушена во время Второй мировой войны. В 2004 году в Свальбардский храм был отремонтирован — церковь была присоединена к центральному теплоснабжению Лонгйира.
Кроме свальбардской церкви, на Шпицберегене находится ещё часовня Русской православной церкви в Баренцбурге. Существует также польская католическая община из десяти человек на исследовательской станции в Хорнсунне без собственного храма и католического священнослужителя. Пастор свальбардской церкви посещает другие лютеранские общины на Шпицбергене, находящиеся в Свеа и Ню-Олесунн. Священнослужитель свальбардской церкви сотрудничает с Русской Православной Церковью и Католической церковью в Норвегии в вопросах, касающихся пастырского окормления верующих этих церквей.